# Gouvernement Saïd I
République du Yémen
ben Dagher Saïd II
Le gouvernement Maïn Abdelmalek Saïd I est le gouvernement yéménite entré en fonction le 18 octobre 2018.

## Historique
Le 15 octobre 2018, Maïn Abdelmalek Saïd est nommé Premier ministre, en remplacement d'Ahmed ben Dagher.
Le 8 novembre 2018, Mohammed al-Maqdichi est nommé ministre de la Défense. Le 28 novembre 2018, le gouvernement est remanié.
En 2020, le gouvernement contrôle l'est du pays.

## Composition

### Initiale (18 octobre 2018)
- Les nouveaux ministres sont indiqués en gras, ceux ayant changé d'attributions en italique.

| Portefeuille                                                               | Ministre                                      |
| -------------------------------------------------------------------------- | --------------------------------------------- |
| Premier ministre Ministre des Travaux publics et des Routes                | Maïn Abdelmalek Saïd                          |
| Vice-Premier ministre Ministre de l'Intérieur (en)                         | Ahmed ben Ahmed Maïssari                      |
| Vice-Premier ministre                                                      | Salim Ahmed al-Khanbachi                      |
| Ministre des Affaires étrangères                                           | Khaled al-Yamani                              |
| Ministre des Affaires sociales et du Travail                               | Abtihaj al-Kamal                              |
| Ministre de l'Agriculture                                                  | Othman Moujali                                |
| Ministre de la Communication et des Technologies                           | Loutfi Bachrif                                |
| Ministre de la Culture                                                     | Marwan Damaj                                  |
| Ministre de la Défense                                                     | Mohammed al-Maqdichi (à partir du 08/11/2018) |
| Ministre des Droits de l'homme                                             | Mohammad Mohsen Askar                         |
| Ministre de l'Électricité et de l'Énergie                                  | Abdallah Mohsen al-Akwa                       |
| Ministre de l'Enseignement supérieur                                       | Abdel Rahman Basalama                         |
| Ministre de l'Enseignement technique et de la Formation professionnelle    | Abderrazak al-Achoual                         |
| Ministre d'État                                                            | Mohammed Abdallah Kouddah                     |
| Ministre d'État Chargé de la Chambre des députés et du Conseil consultatif | Mohammed Moqbel al-Himyari                    |
| Ministre d'État Chargé du Dialogue national                                | Yassir al-Roaini                              |
| Ministre des Finances                                                      | Ahmed Obeïd al-Fadhli                         |
| Ministre des Fonds de dotation et d'orientation                            | Ahmed Zoubayen Attiah                         |
| Ministre de l'Information                                                  | Mouammar al-Iryani                            |
| Ministre de la Jeunesse et des Sports                                      | Nayef al-Bakri                                |
| Ministre de la Justice                                                     | Jamal Mohamed Omar                            |
| Ministre du Pétrole et des Minéraux                                        | Aws al-Oud                                    |
| Ministre de la Santé et de la Population                                   | Nasser Ba'aom                                 |
| Ministre du Secrétariat de Sanaa                                           | Abdelghani Jamil                              |
| Ministre du Tourisme                                                       | Mohamed Qoubati                               |
| Ministre des Transports                                                    | Saleh al-Joubwani                             |

### Remaniement du 28 novembre 2018
- Les nouveaux ministres sont indiqués en gras, ceux ayant changé d'attributions en italique.

| Portefeuille                                                               | Ministre                                                                             |
| -------------------------------------------------------------------------- | ------------------------------------------------------------------------------------ |
| Premier ministre Ministre des Travaux publics et des Routes                | Maïn Abdelmalek Saïd                                                                 |
| Vice-Premier ministre Ministre de l'Intérieur (en)                         | Ahmed ben Ahmed Maïssari                                                             |
| Vice-Premier ministre                                                      | Salim Ahmed al-Khanbachi                                                             |
| Ministre des Affaires étrangères                                           | Khaled al-Yamani (jusqu'au 10/06/2019) Mohammed al-Hadhrami a.i. jusqu'au 20/09/2019 |
| Ministre des Affaires sociales et du Travail                               | Abtihaj al-Kamal                                                                     |
| Ministre de l'Agriculture                                                  | Othman Moujali                                                                       |
| Ministre de la Communication et des Technologies                           | Loutfi Bachrif                                                                       |
| Ministre de la Culture                                                     | Marwan Damaj                                                                         |
| Ministre de la Défense                                                     | Mohammed al-Maqdichi                                                                 |
| Ministre des Droits de l'homme                                             | Mohammad Mohsen Askar                                                                |
| Ministre de l'Électricité et de l'Énergie                                  | Mohammed Abdallah Saleh Nasser al-Anani                                              |
| Ministre de l'Enseignement supérieur                                       | Abdel Rahman Basalama                                                                |
| Ministre de l'Enseignement technique et de la Formation professionnelle    | Abderrazak al-Achoual                                                                |
| Ministre d'État                                                            | Mohammed Abdallah Kouddah                                                            |
| Ministre d'État Chargé de la Chambre des députés et du Conseil consultatif | Mohammed Moqbel al-Himyari                                                           |
| Ministre d'État Chargé du Dialogue national                                | Yassir al-Roaini                                                                     |
| Ministre des Finances                                                      | Ahmed Obeïd al-Fadhli (jusqu'au 20/09/2019) Salem ben Brik                           |
| Ministre des Fonds de dotation et d'orientation                            | Ahmed Zoubayen Attiah                                                                |
| Ministre de l'Information                                                  | Mouammar al-Iryani                                                                   |
| Ministre de la Jeunesse et des Sports                                      | Nayef al-Bakri                                                                       |
| Ministre de la Justice                                                     | Ali Haytham Ali Abdullah                                                             |
| Ministre du Pétrole et des Minéraux                                        | Aws al-Oud                                                                           |
| Ministre de la Santé et de la Population                                   | Nasser Ba'aom                                                                        |
| Ministre du Secrétariat de Sanaa                                           | Abdelghani Jamil                                                                     |
| Ministre du Tourisme                                                       | Mohamed Qoubati                                                                      |
| Ministre des Transports                                                    | Saleh al-Joubwani                                                                    |
| Ministre du Plan et de la Coopération internationale                       | Najib Mansour Hamid al-Awj                                                           |